# Henry Bradwardine Jackson
Sir Henry Bradwardine Jackson GCB, KCVO, FRS (21 de janeiro de 1855 — 14 de dezembro de 1929) foi um oficial da Marinha Real Britânica.